# Minerva, Mexiko
Minerva är en ort i Mexiko.   Den ligger i kommunen Bella Vista och delstaten Chiapas, i den sydöstra delen av landet, 900 km sydost om huvudstaden Mexico City. Minerva ligger 2 348 meter över havet och antalet invånare är 174.
Terrängen runt Minerva är bergig västerut, men österut är den kuperad. Runt Minerva är det ganska tätbefolkat, med 78 invånare per kvadratkilometer. Närmaste större samhälle är Frontera Comalapa, 16,9 km nordost om Minerva. Omgivningarna runt Minerva är en mosaik av jordbruksmark och naturlig växtlighet.